# Omega (cirillico)
La Ѡ, minuscolo ѡ, chiamata come in greco omega, è una lettera dell'alfabeto cirillico, caduta ormai in disuso. Veniva utilizzata per trascrivere i nomi greci che contenevano la lettera greca omega, e con essa condivide la forma, ripresa dal minuscolo greco.